# Lycoperdon umbrinum
Lycoperdon umbrinum, là một loài nấm trong chi Lycoperdon. Nó được tìm thấy ở Trung Quốc,, châu Âu, và Bắc Mỹ.

## Hình ảnh

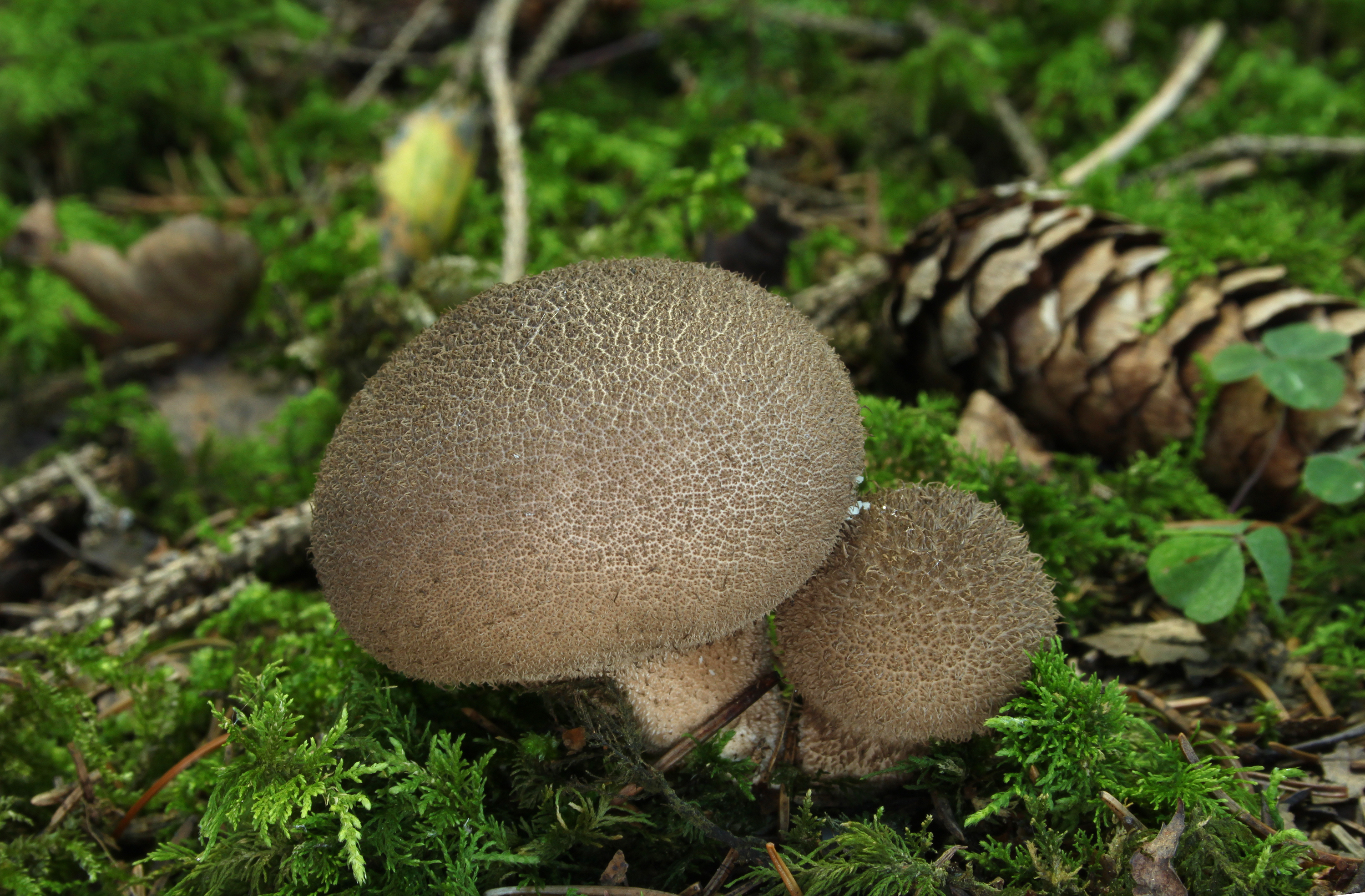
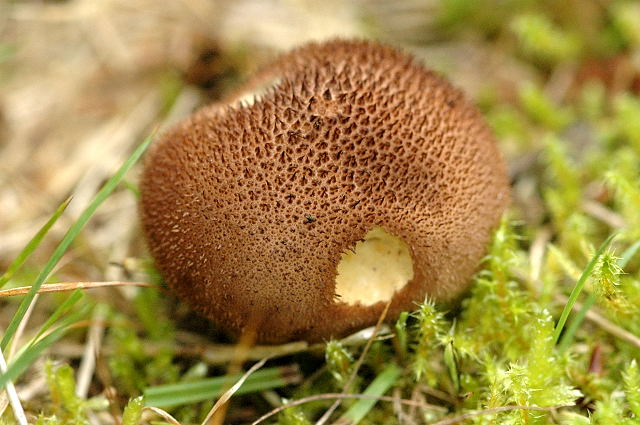